# Malcolm Jenkins
(en) Statistiques sur pro-football-reference
Malcolm Jenkins, né le 20 décembre 1987 à East Orange, est un joueur américain de football américain qui évoluait au poste de safety. Il joue avec les franchises des Saints de la Nouvelle-Orléans (2009-2013, 2020-2021), et des Eagles de Philadelphie (2014-2019).  
Lors de sa saison recrue, Jenkins joue au poste de cornerback et remporte le Super Bowl XLIV contre les Colts d'Indianapolis. La saison suivante, il est déplacé au poste de safety, position qu'il joue pour le reste de sa carrière. Jenkins rejoint les Eagles en 2014, avec qui il va remporter le Super Bowl LII en 2017 contre les Patriots de la Nouvelle-Angleterre. Il retourne en Nouvelle-Orléans lors de la saison 2020, et termine sa carrière avec les Saints en 2022.

## Biographie

### Carrière universitaire
Étudiant à l'université d'État de l'Ohio, il y joue au football américain pour les Buckeyes d'Ohio State. En 2008, il remporte le Jim Thorpe Award.

### Carrière professionnelle

#### Saints de la Nouvelle-Orléans (2009-2013)
Il est sélectionné en 14e choix global lors du premier tour de la draft 2009 de la NFL par la franchise des Saints de La Nouvelle-Orléans. Jenkins devient le premier cornerback à être sélectionné par les Saints de la Nouvelle-Orléans lors du premier tour depuis Alex Molden (en) en 1996. À sa saison recrue, il remporte le XLIV avec les Saints, en battant les Colts d'Indianapolis par la marque 31 à 17. Dans le match, Jenkins inscrit 5 tacles et un passe redirigé.
La saison suivante, l'entraîneur-chef des Saints, Sean Payton annonce son intention de changer le poste de Jenkins, et de le mettre au poste de safety au cours d'une conférence de presse au camp des recrues. Il est finalement déplacé au poste de safety après que les Saints sélectionnent Patrick Robinson lors du 1er tour de la draft 2010.

#### Eagles de Philadelphie (2014-2019)
Le 11 mars 2014, alors qu'il est agent libre, il signe un contrat de 3 ans et 16,25 millions de $ avec les Eagles de Philadelphie.
Il remporte le Super Bowl LII avec les Eagles en 2017.

#### Retour avec les Saints et retraite (2020-2022)
Le 23 mars 2020, il fait son retour en Louisiane et signe un contrat de 4 ans et 32 millions de $ avec les Saints de la Nouvelle-Orléans.
Le 30 mars 2022, Jenkins annonce qu'il prend sa retraite de la NFL Il termine sa carrière en étant l'unique joueur à avoir battu Tom Brady et Peyton Manning lors d'un Super Bowl.